# Kaoru Nagadome
Kaoru Nagadome (jap. 永留 かおる, Nagadome Kaoru; * 7. Mai 1973) ist eine ehemalige japanische Fußballspielerin.

## Karriere

### Verein
Sie begann ihre Karriere bei Prima Ham FC Kunoichi.

### Nationalmannschaft
Im Jahr 1997 debütierte Nagadome für die japanischen Nationalmannschaft. Sie wurde in den Kader der Weltmeisterschaft der Frauen 1999 berufen. Insgesamt bestritt sie vier Länderspiele für Japan.

## Errungene Titel
- Nihon Joshi Soccer League Best XI: 1995